# Mungo Jerry
Mungo Jerry ist eine britische Rock- und Bluesband um den Frontmann, Sänger, Songwriter und Gitarristen Ray Dorset, der ab 1972 den Bandnamen auch als persönlichen Künstlernamen übernahm. Mungo Jerry gehörte zu den erfolgreichsten britischen Gruppen der 1970er Jahre. Der größte Hit der Band war In the Summertime. Weitere Erfolge waren beispielsweise Lady Rose, Baby Jump, You Don't Have to Be in the Army, Alright Alright Alright, Open up, Long Legged Woman Dressed in Black, Hello Nadine und Feels Like I’m in Love. Mungo Jerry spielt auch heute noch zahlreiche Konzerte, vorwiegend auf Festivals.

## Bandbiografie

### Anfänge
Mungo Jerry hatte vor der endgültigen Namensgebung im Laufe der 1960er Jahre etliche Namen, etwa The Buccaneers oder The Conchords (die von Dorsets Vater bezahlte Demoaufnahmen machten), The Tramps (die 1964 einen Beatwettbewerb in Essex gewannen), The Sweet and Sour Band (die 1967 als Vorgruppe von Captain Beefheart in England auftraten), Camino Real, Memphis Leather und The Good Earth Rock ’n’ Roll Band. Auch die Besetzung wechselte häufig. 1969 spielte die Gruppe als The Good Earth gemeinsame Konzerte mit bekannten Bands wie The Moody Blues, Stan Webbs Chicken Shack und Soft Machine. Unter diesem Namen brachte sie das Album It’s Hard Rock & All That heraus.

### 1970 bis 1979
Erst ab 1970 und mit einem Plattenvertrag bei Pye Records nannte sich die Band Mungo Jerry. Der Name stammt von einer Katze aus T. S. Eliots Book of Practical Cats. Ihre erste EP unter diesem Namen war In the Summertime mit den Zusatztiteln Mighty Man und Mungo’s Blues, die Platz 1 in Großbritannien erreichte. Unterstützt wurde der Erfolg vom Medienrummel um Mungo Jerrys Live-Auftritt beim britischen Hollywood Music Festival in Newcastle-under-Lyme, wo auch Black Sabbath, Grateful Dead, Traffic, Family und José Feliciano spielten. Mungo Jerry wurde vom Publikum zur besten Band gewählt und durfte deshalb ein zweites Mal beim Festival auftreten. In the Summertime entwickelte sich weltweit zum Sommerhit des Jahres 1970 und mit 30 Millionen verkauften Tonträgern zu einem der bis heute erfolgreichsten Sommerhits.
Das erste Album Mungo Jerry erschien im Juli 1970. Es folgte eine Tournee durch die USA, wo sie unter anderem mit den Faces und Humble Pie auftraten. Anfang 1971 folgte die zweite EP, Baby Jump, ein Rocktitel ohne Schlagzeug, der ebenfalls Platz 1 erreichte. Das zweite Album war Electronically Tested. In diesem Jahr wurde die Band vom Melody Maker als beste neue Gruppe ausgezeichnet und kam in die Top-5 der besten Live-Bands, zusammen mit den Rolling Stones und The Who. Es folgten Auftritte auf einigen der größten Festivals dieser Zeit, etwa dem Isle of Wight Festival, dem Rotterdam-Festival und dem Fehmarn-Festival.
Mit Lady Rose hatte Mungo Jerry im Mai 1971 einen weiteren Top-Ten-Hit. Das nächste Album war You Don’t Have to Be in the Army mit der Single-Auskopplung You Don’t Have to Be in the Army to Fight in the War. Obwohl zahlreiche Radiostationen das Stück wegen dessen politischer Aussage nicht spielten, erreichte der Song die Charts. Das Lied knüpfte an den Antikriegssong Peace in the Country an, der auf dem Debütalbum 1970 erschienen war. You Don’t Have to Be in the Army to Fight in the War wurde zur Hymne für junge europäische Kriegsdienstverweigerer und erfuhr 36 Jahre später auf dem Album When She Comes, She Runs All Over Me (2008) mit dem Titel Gotta Get out of the Army im inhaltlichen Kontext von Auslandseinsätzen westlicher Soldaten in Afghanistan und dem Irak eine Fortsetzung.
Nach einer Tournee durch Asien, Australien und Neuseeland 1972 brach die Band überraschend wegen Streitigkeiten über die weitere musikalische Ausrichtung auseinander, denn Ray Dorset wollte erstmals einen Schlagzeuger in die Band einbauen. Zudem nahmen Dorset mit Blue Cold Excursion und Paul King mit Been in the Pen Too Long Soloalben auf, um ihren eigenen musikalischen Vorstellungen zu folgen. Als danach zwei Mitglieder der Band, Colin Earl und Paul King, Dorset 1972 entlassen wollten, da er für die Medien immer mehr der personifizierte „Mungo Jerry“ wurde, nahm das Management dies endgültig zum Anlass, Ray Dorset selbst die Band erneuern zu lassen.
Von der ursprünglichen Besetzung blieb neben dem nun als „Mr. Mungo Jerry“ agierenden Dorset der Bassist John Godfrey. Dazu kamen John Pope (Klavier) und das erste Mal mit Tim Reeves ein Schlagzeuger. Earl und King mussten gehen und gründeten The King Earl Boogie Band, die sich bereits nach der Aufnahme ihres ersten Albums Trouble at Mill wieder auflöste. Die von der neuen Mungo-Jerry-Formation herausgebrachte Oldtime-Blues-Single Open Up schaffte es wieder in die britischen Top-20. Das folgende Album Boot Power brachte einen neuen, experimentellen Sound hervor, der sich für die Band kommerziell nicht auszahlte. Auch die Single-Auskopplung My Girl and Me im Phasing-Sound erreichte nicht die gewohnten Chartpositionen. Die Musik war von nun an elektronischer, Keyboard- und Schlagzeug-lastiger. Nach einer Bandumbesetzung und mit härterem Sound auf Basis des Schlagzeugers Paul Hancox kam 1973 für Mungo Jerry der Erfolg zurück. Der Rocksong Alright Alright Alright erreichte weltweit in den Charts Top-Ten-Platzierungen, unter anderem Rang 3 der britischen Singlecharts.
Der Single folgten weitere Top-Twenty-Charterfolge mit Wild Love und Long Legged Woman Dressed in Black sowie das Album Long Legged Woman. Die Mungo-Jerry-Liveformation mit dem Bassisten Bob Daisley nahm das Album Blitz auf, dessen Aufnahmen erst später wiedergefunden und durch den Mungo-Jerry-Fanclub teilweise in den 1990er Jahren veröffentlicht wurden. Die Gruppe spielte zu dieser Zeit auf vielen großen europäischen Festivals und war unter anderem Headliner des größten skandinavischen Rock-Festivals Ragnarock. Nach der Rückkehr der Original-Bandmitglieder Colin Earl und Joe Rush erschienen Mitte der 1970er-Jahre die Singles Hello Nadine und It’s a Secret. 1978 trat Mungo Jerry beim Golden Orpheus Festival in Bulgarien mit einer länderübergreifenden Fernsehübertragung im gesamten Ostblock auf.

### 1980 bis 1989
Danach wurde es ruhiger um Mungo Jerry. Ray Dorset arbeitete als Komponist und Musikproduzent für andere Gruppen und kreierte dabei den „High-Energy-Disco-Sound“. Sein größter Erfolg war der weltweite Hit Feels Like I’m in Love, den er ursprünglich für Elvis Presley komponiert hatte. Zwischenzeitlich in einer Mungo-Jerry-Version erschienen, veröffentlichte Dorset ihn 1980 mit der schottischen Sängerin Kelly Marie im Disco-Sound und machte ihn zu einem Nummer-eins-Hit in vielen Ländern. Mungo-Jerry-Bandmitglieder waren in den frühen 1980ern der Schlagzeuger Boris Williams, sowie der Bassist Doug Fergusson (ex-Camel), der später von Les Calvert ersetzt wurde.
Das größte Mungo-Jerry-Projekt in den 1980ern war die Blues-Supergruppe Katmandu. Dorset reaktivierte hier den bekannten Gitarristen Peter Green, der sich aus dem Musikgeschäft zurückgezogen hatte. Dorset selbst war Sänger, Komponist, Gitarrist und Mundharmonikaspieler der Band. Vincent Crane (Keyboard) und Jeff Whittaker (Schlagzeug) komplettierten das Quartett, das 1984 das von Musikkritikern gelobte Album A Case for the Blues veröffentlichte.
In den 1980ern blieben weitere Charthits für Mungo Jerry in Europa aus, obwohl die Band als „Mungo Jerry & Horizon“ unter anderem die britische Version von Sunshine Reggae veröffentlichte. Lediglich eine neue Version von In the Summertime, eingespielt 1987 von Mungo Jerry & the Brothers Grimm, erreichte die Nummer-eins-Position der britischen Indie-Charts. In einigen afrikanischen Ländern waren Ray Dorset und seine Band mit ihrem neuen lateinamerikanischen Sound erfolgreicher. Die Songs Forgotten Land, On a Night Like This und eine Reggae-Version von Bob Dylans Knockin’ on Heaven’s Door belegten beispielsweise in Südafrika Spitzenplätze.

### 1990 bis 1999
Mungo Jerry veröffentlichte nach längerer Alben-Pause mit Snakebite 1990 ein neues Pop-Album. 1995 produzierte Ray Dorset für den Reggae-Star Shaggy In The Summertime und spielte mit seiner Band die Musik dafür neu ein. Shaggy belegte mit dieser Coverversion weltweit Spitzenplätze, u. a. in den USA und im Vereinigten Königreich Nummer 1 in den Charts. 1996 gab es eine weitere neue Version des Songs, die wiederum die Hitparaden erreichte und zum Soundtrack des Spielfilms Flipper gehörte. 1999 erreichte die Band mit Toon Army – einer Hymne für den englischen Fußballclub Newcastle United – erneut die Hitparade in Großbritannien. 1997 wurde mit Old Shoes New Jeans ein Bluesrock-Album veröffentlicht. Kontinentale Erfolge wurden die Singles Red Leather and Chrome und All I Wonna Do. Musiker bei Mungo Jerry waren in den 1980er- und 1990er-Jahren im Schwerpunkt Bassist Les Calvert, der Gitarrist Tim Green (ex-Rock Island Line), der Schlagzeuger Jamei Roberts sowie der Keyboard- und Akkordeonspieler Steve Jones (ex-Heron).

### 2000 bis heute

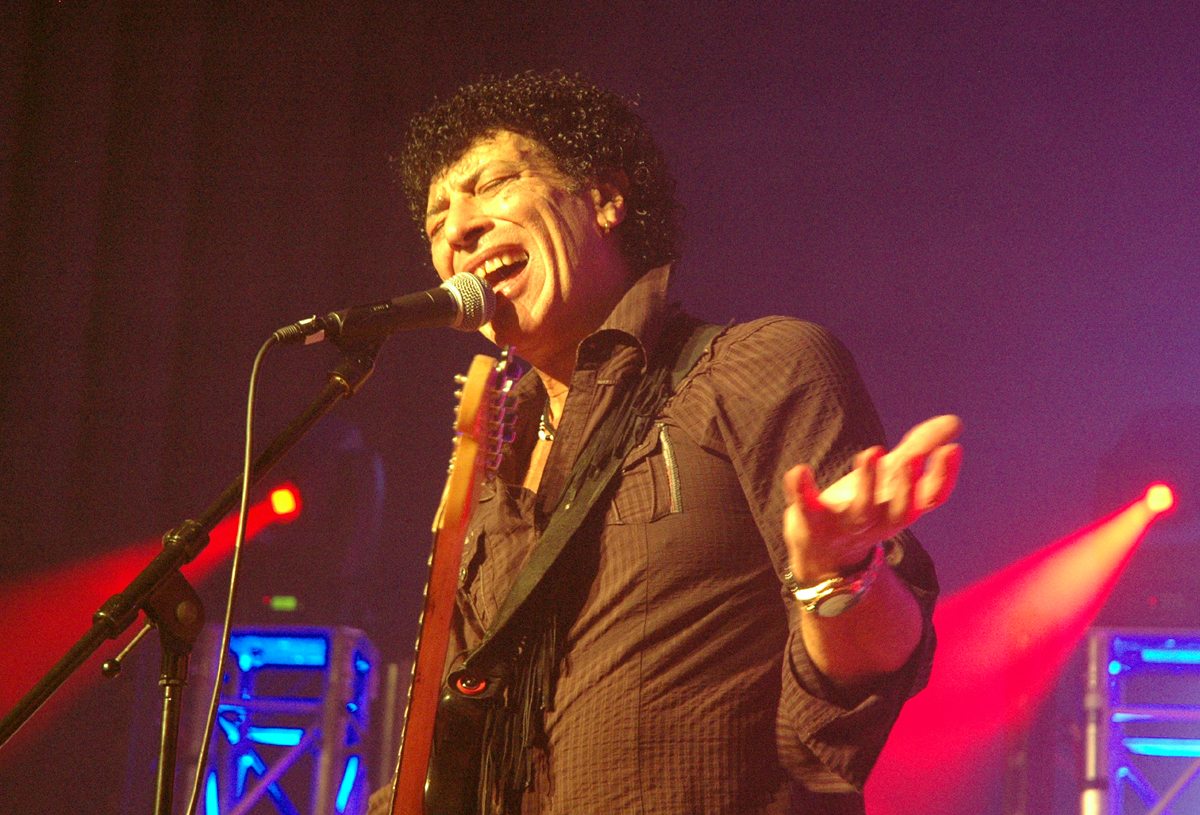
Ray Dorset live mit Mungo Jerry beim Zürichsee-Festival

Auch nach der Jahrtausendwende legte Mungo Jerry neue Veröffentlichungen vor, wobei Ray Dorset neben alten Bandmitgliedern mit jungen Musikern arbeitete. Das Album Candy Dreams, dessen Titel Where Are You für eine Hermann-Hesse-Kompilation ausgewählt wurde, erschien 2001. Gleich mit drei verschiedenen Mungo-Jerry-Formationen tritt Ray Dorset heute auf: Die britische Mungo Jerry Band spielt live im Schwerpunkt Pop- und Rock-Stücke, die mit internationalen Musikern besetzte Mungo Jerry Bluesband ist eher bluesorientiert und Mungo Jerry & the Goodtime Gamblers beleben den originalen Mungo-Jerry-Sound mit Jug, Pop, Skiffle und Blues. 2002 steuerte Mungo Jerry für das internationale Multimedia-Projekt Lernen Interaktiv der Europäischen Union/Macromedia mehrere Songs bei und nahm dafür unter anderem das Stück Car Car von Woody Guthrie neu auf. Neben Leadbelly hatte Guthrie großen Einfluss auf den ursprünglichen Sound der Band genommen, beispielsweise mit dem Dust Pneumonia Blues, der als Mungo’s Blues 1970 Mungo Jerrys erster Radiotitel war.
Im Juni 2005 feierte Dorset mit ehemaligen (Kontrabassist Mike Cole der Originalband) und aktuellen (zum Beispiel sein langjähriger Leadgitarrist Tim Green) Bandmitgliedern und zahlreichen Fans und Gästen das 35-jährige Bandjubiläum am Originalschauplatz des Hollywood-Festivals in Newcastle-under-Lyme. Erfolgreichstes Album im neuen Jahrhundert war bisher Adults Only (Mungo Jerry Bluesband, bestehend aus den deutschen Musikern Klaus Wenske (Bass), Klaus Otto (Schlagzeug), Achim „Ako“ Patz (Keyboards, Harp), Michael Pohl (Gitarre)) – in Deutschland bei Easyplay-Records veröffentlicht, in Großbritannien 2004 auf Voiceprint Records, und von der Kritik als bestes Mungo-Jerry-Album seit Boot Power bezeichnet. Mit Mr. Midnight, einem Stück aus Phantom of the Opera on Ice, erschien im März 2006 eine ungewöhnliche Single von Mungo Jerry. Produziert wurde das Lied von Dorsets Weggefährten Roberto Danova, der einst schon am Mungo-Jerry-Titel It’s a Secret mitgearbeitet hatte. 2007 war Mungo Jerry auf der bei Zounds erschienenen CD The Definite Smoke on the Water Show mit einer Bluesversion des Deep-Purple-Klassikers Smoke on the Water vertreten, die ein gleichnamiges deutsches Gitarren-Weltrekord-Projekt begleitete.
2008 wurden zwei neue Mungo-Jerry-CDs veröffentlicht, bei denen Ray Dorset kurzzeitig zu seinen Wurzeln zurückkehrte. Aufgenommen im Stil der ersten drei Alben aus den Jahren 1970 bis 1972, spielte Ray Dorset mit seiner englischen Formation (u. a. Mike Cole) das Album Naked by the Heart ein – und mit der Mungo Jerry Bluesband das Album When She Comes She Runs All Over Me. 2009 trat Mungo Jerry auf vielen internationalen Musik-Events auf, so bei den Boogie-Nights in Baden Baden, dem Acoustic-Festival of Britain, dem englischen Weyfest und dem amerikanischen Salmon Days Festival in Seattle. Zudem ging die Band auf eine Tournee durch diverse englische Theater. Ray Dorset wurde dabei von zahlreichen internationalen Musikern unterstützt: Heini Altbart (Schlagzeug), Tony Sheridan (Gitarre), Christoph Steinbach (Klavier), Pete York (Schlagzeug), Siggi Schwarz (Gitarre) und Alan White (Schlagzeug).
2010 stellte sich in Großbritannien wieder ein Charterfolg ein. Zum 40-jährigen Jubiläum von Mungo Jerry erreichte die Single In the Summertime – Touch the Sky in der Version von Mungo Jerry & Bluestone feat. Skibadee die britischen Top Twenty (No. 15/Upfront Dance Chart). Das in Hannover eingespielte Album Cool Jesus wurde im Sommer 2011 veröffentlicht. Die Besetzung Ray Dorset (Gesang/Gitarre), Torsten Luederwaldt (Keyboard/Banjo), Winnie Martin (E-Bass) und Martin Troike (Schlagzeug) belebt darauf einen Sound, der an die frühen 1970er Jahre erinnert. 2011 spielte Mungo Jerry in internationaler Musiker-Besetzung 25 ausverkaufte Live-Konzerte im Wiener Metropol-Theater. Bis Ende 2013 war Mungo Jerry besonders als Live-Band aktiv. Auftritte – zumeist in der bewährten langjährigen britischen Besetzung Ray Dorset (git/voc) / Jon Playle (b) / Toby Hounsham (key) / Mark David (dr) – gab es u. a. mehrmals auf dem Bansko Jazz Festival und dem Zürichsee-Festival. Sie spielten einen Gig mit Status Quo beim Inaugural Junction 16 Concert und gingen 2013 auf Tournee durch die USA.
2016 ging die Band auf eine Tournee durch Deutschland, die Schweiz und Belgien. Start der Tour war ein Konzert bei der Berlinale, das arte im Mai in seinem Programm Berlin live zeigte. Beim im selben Jahr erschienenen Album Rewind ist neben der aktuellen Besetzung Ray Dorset (git, voc, harp), Toby Hounsam (keys), Bob White (dr) und Jon Playle (bass) auch Howie Casey (Sax) dabei, der vorher für Paul McCartney das Saxophon gespielt hat. Seit 2017 unterstützt die Band bei Live-Konzerten auch der deutsche Cello-Musiker Franky Klassen und seit 2018 der Saxophonist Adam Davy. Dieser Musiker, vormals beim Rolling-Stones-Drummer Charlie Watts, bei Ben Waters und Kinks-Chef Ray Davies (LP „Americana Part 2“) aktiv, ist auch beim neuen Mungo Jerry-Longplayer „Xstreme“ mit seinem Instrument dabei. Dieses neue Studioalbum wurde im August 2019 auf dem Label 7Music veröffentlicht, auf dem auch 2010 schon „Cool Jesus“ erschienen war. Als Gastmusikerin wirkte bei den Aufnahmen unter anderem Ray Dorsets Ehefrau Britta am zweiten Saxophon mit. Stamm-Bassist Jon Playle wurde beim Recording von Darren Jones vertreten.
Am 27. Mai 2022 veröffentlichte Mungo Jerry das Album „Somelight“.

## Bedeutung für die Geschichte der Popmusik
Mungo Jerry gilt einigen als die Band mit der ersten Maxi-Single (In the Summertime/Mighty Man/Mungo’s Blues; herausgegeben von PYE-Records auf dem neuen Dawn-Label 1970). Diese enthielt den Hit In the Summertime, der 30 Millionen Mal verkauft wurde (nicht mitgerechnet Coverversionen unter anderem von Shaggy, Elton John und Billy Idol). Aus der Mungo-Jerry-Band gingen Musiker hervor, die später für andere bekannte Bands und Künstler spielten – wie Bob Daisley (u. a. Rainbow, Ozzy Osbourne) und Boris Williams (The Cure).
Die Firma Seydel, einer der führenden Produzenten von professionellen Mundharmonikas, ehrte die Band mit der Herstellung einer offiziellen Bluesharp-Serie mit dem Namen Mungo Jerry.

## Diskografie

### Alben
| Jahr | Titel                                                          | Höchstplatzierung, Gesamtwochen/‑monate, AuszeichnungChartplatzierungen (Jahr, Titel, Platzierungen, Wochen/Monate, Auszeichnungen, Anmerkungen) | Höchstplatzierung, Gesamtwochen/‑monate, AuszeichnungChartplatzierungen (Jahr, Titel, Platzierungen, Wochen/Monate, Auszeichnungen, Anmerkungen) | Höchstplatzierung, Gesamtwochen/‑monate, AuszeichnungChartplatzierungen (Jahr, Titel, Platzierungen, Wochen/Monate, Auszeichnungen, Anmerkungen) | Höchstplatzierung, Gesamtwochen/‑monate, AuszeichnungChartplatzierungen (Jahr, Titel, Platzierungen, Wochen/Monate, Auszeichnungen, Anmerkungen) | Höchstplatzierung, Gesamtwochen/‑monate, AuszeichnungChartplatzierungen (Jahr, Titel, Platzierungen, Wochen/Monate, Auszeichnungen, Anmerkungen) | Anmerkungen                     |
| Jahr | Titel                                                          | DE | AT | CH | UK | US | Anmerkungen                     |
| ---- | -------------------------------------------------------------- | --- | --- | --- | --- | --- | ------------------------------- |
| 1970 | Mungo Jerry                                                    | DE14 (2 Mt.)DE | — | — | UK13 (6 Wo.)UK | US64 (11 Wo.)US | Erstveröffentlichung: Juli 1970 |
| 1971 | Electronically Tested / Baby Jump (Electronically Tested) (DE) | — | — | — | UK14 (8 Wo.)UK | — |                                 |

grau schraffiert: keine Chartdaten aus diesem Jahr verfügbar
Weitere Alben
- 1971: Memoirs of a Stockbroker
- 1971: Somebody Stole My Wife
- 1972: You Don’t Have to Be in the Army
- 1972: Boot Power
- 1974: Long Legged Woman
- 1976: Impala Saga
- 1977: Lovin’ in the Alleys, Fightin’ in the Streets
- 1978: The Golden Orpheus ’78 – Live in Concert
- 1978: Ray Dorset & Mungo Jerry (mit Ray Dorset)
- 1979: Six a Side
- 1981: Together Again
- 1981: Hit-Station
- 1982: Boogie Up (mit Horizon)
- 2007: A Case for the Blues (als Katmandu feat. Mungo Jerry und Peter Green)
- 1990: Snakebite
- 1997: Old Shoes New Jeans
- 2001: Candy Dreams
- 2004: Adults Only (als Mungo Jerry Bluesband)
- 2007: When She Comes, She Runs All over Me (als Mungo Jerry Bluesband)
- 2008: Naked – From the Heart
- 2010: Cool Jesus
- 2013: Kickin’ Back (als Mungo Jerry Bluesband)
- 2016: Rewind (2 CDs; Lieder 1970–2015 + neue Tracks)
- 2017: 100% Live in Baden Baden
- 2019: Xstreme
- 2020: Touch the Sky
- 2022: Somelight

### Kompilationen
- 1973: Mungo Jerry’s Greatest Hits
- 1973: The Best of Mungo Jerry
- 1974: Golden Hour
- 1975: The Pye History of British Pop Music – Mungo Jerry
- 1977: The Mungo Jerry File (2 LPs)
- 1980: Greatest Hits …
- 1982: Greatest Hits
- 1985: Greatest Hits
- 1987: Too Fast to Live and Too Young to Die
- 1989: The Greatest Hits of Mungo Jerry
- 1990: Golden Hour of Mungo Jerry
- 1991: The Early Years
- 1991: In the Summertime. Greatest Hits
- 1991: The Collection
- 1993: Greatest Hits – Vol. 1
- 1993: Greatest Hits – Vol. 2
- 1994: Best Of
- 1994: In the Summertime
- 1995: Snake Bite
- 1995: You Don’t Have to Be in the Army / Boot Power
- 1995: Gold
- 1996: The Very Best of Mungo Jerry
- 1997: The Best of Mungo Jerry
- 1999: Baby Jump: The Dawn Anthology (2 CDs)
- 2003: Mungo Jerry
- 2004: Baby Jump – The Definitive Collection (3 CDs)
- 2005: In the Summertime: The Hit Collection
- 2005: Superhits
- 2005: The Very Best of … Mungo Jerry
- 2005: Together Again
- 2006: Supergold
- 2006: Cocktail: Best of Mungo Jerry
- 2007: In the Summertime – The Best of Mungo Jerry
- 2007: Best: Alright Alright Alright
- 2007: The Essential Mungo Jerry
- 2007: Never Mind I’ve Still Got My Rock ’n’ Roll
- 2012: The Dawn Singles Collection

### Singles
| Jahr | Titel Album                                                                           | Höchstplatzierung, Gesamtwochen/‑monate, AuszeichnungChartplatzierungen (Jahr, Titel, Album, Platzierungen, Wochen/Monate, Auszeichnungen, Anmerkungen) | Höchstplatzierung, Gesamtwochen/‑monate, AuszeichnungChartplatzierungen (Jahr, Titel, Album, Platzierungen, Wochen/Monate, Auszeichnungen, Anmerkungen) | Höchstplatzierung, Gesamtwochen/‑monate, AuszeichnungChartplatzierungen (Jahr, Titel, Album, Platzierungen, Wochen/Monate, Auszeichnungen, Anmerkungen) | Höchstplatzierung, Gesamtwochen/‑monate, AuszeichnungChartplatzierungen (Jahr, Titel, Album, Platzierungen, Wochen/Monate, Auszeichnungen, Anmerkungen) | Höchstplatzierung, Gesamtwochen/‑monate, AuszeichnungChartplatzierungen (Jahr, Titel, Album, Platzierungen, Wochen/Monate, Auszeichnungen, Anmerkungen) | Anmerkungen                             |
| Jahr | Titel Album                                                                           | DE | AT | CH | UK | US | Anmerkungen                             |
| ---- | ------------------------------------------------------------------------------------- | --- | --- | --- | --- | --- | --------------------------------------- |
| 1970 | In the Summertime Mungo Jerry                                                         | DE1 (6 Mt.)DE | AT1 (4½ Mt.)AT | CH1 (20 Wo.)CH | UK1 Gold · (20 Wo.)UK | US3 Gold · (13 Wo.)US | Erstveröffentlichung: 22. Mai 1970      |
| 1970 | Mungo’s Blues (Dust Pneumonia Blues) Hit-Station                                      | DE45 (1 Wo.)DE | AT14 (1 Mt.)AT | — | — | — | Erstveröffentlichung: 30. November 1970 |
| 1971 | Baby Jump Electronically Tested                                                       | DE11 (12 Wo.)DE | AT14 (1 Mt.)AT | — | UK1 (13 Wo.)UK | — | Erstveröffentlichung: 22. Januar 1971   |
| 1971 | Lady Rose Boot Power                                                                  | DE7 (18 Wo.)DE | — | CH2 (12 Wo.)CH | UK5 (12 Wo.)UK | — | Erstveröffentlichung: 19. Mai 1971      |
| 1971 | You Don’t Have to Be in the Army to Fight in the War You Don’t Have to Be in the Army | DE39 (3 Wo.)DE | — | — | UK13 (8 Wo.)UK | — | Erstveröffentlichung: 3. September 1971 |
| 1972 | Open Up Boot Power                                                                    | DE28 (5 Wo.)DE | — | — | UK21 (8 Wo.)UK | — | Erstveröffentlichung: 31. März 1972     |
| 1973 | Alright Alright Alright Long Legged Woman                                             | DE12 (13 Wo.)DE | — | — | UK3 Silber · (12 Wo.)UK | — | Erstveröffentlichung: 22. Juni 1973     |
| 1973 | Wild Love Long Legged Woman                                                           | DE25 (2 Wo.)DE | — | — | UK32 (5 Wo.)UK | — | Erstveröffentlichung: 26. Oktober 1973  |
| 1974 | Long Legged Woman Dressed in Black Long Legged Woman                                  | — | — | — | UK13 (9 Wo.)UK | — | Erstveröffentlichung: 8. März 1974      |
| 1999 | Support the Toon –                                                                    | — | — | — | UK57 (1 Wo.)UK | — | mit Toon Travellers                     |

grau schraffiert: keine Chartdaten aus diesem Jahr verfügbar
Weitere Singles
- 1970: Mungo’s Blues
- 1972: My Girl and Me
- 1975: Hello Nadine
- 1975: Can’t Get Over Loving You
- 1976: It’s a Secret
- 1976: Lana
- 1976: Sugar Mama
- 1976: Don’t Let Go
- 1977: Heavy Foot Stomp
- 1977: All That a Woman Should Be
- 1977: We’re OK
- 1978: Hello It’s You Again (mit Ray Dorset)
- 1979: Dancin’ in the Street (mit Ray Dorset)
- 1979: Double Hits
- 1980: What’s Her Name, What’s Her Number?
- 1980: Forgotten Land
- 1980: Summertime Holiday
- 1980: On a Night Like This (mit Horizon)
- 1982: Knocking on Heaven’s Door (mit Horizon)
- 1983: There Goes My Heart Again (mit Ray Dorset and the Tarts)
- 1984: Play for You My Drum
- 1987: In the Summertime (Nr. 1 britische Independant-Charts / mit Brothers Grimm)
- 1990: In the Summertime (Dance Rave Medley 1990)
- 1995: Red Leather & Chrome
- 1999: Toon Army
- 2000: Mr. Midnight
- 2001: Lady Rose 2001
- 2002: Partyland
- 2007: Staying at Home
- 2010: Give Me a Song
- 2010: In the Summertime – Touch the Sky (Nr. 15 britische Dance-Charts/mit Bluestone feat. Skibadee)
- 2019: White Dress
- 2019: Messing Around (Elektro Beat-Version feat. Frazer Bennett)

### EPs
- 1970: In the Summertime / Mighty Man / Dust Pneumonia Blues
- 1971: Baby Jump / The Man Behind the Piano / Maggie, Midnight Special, Mighty Man
- 1971: Lady Rose / She Rowed / Milk Cow Blues / Little Louis
- 1971: Lady Rose / Have a Whiff on Me / Milk Cow Blues / Little Louis
- 1971: You Don’t Have to Be in the Army to Fight in the War / The Sun Is Shining / O’Reilly / We Shall Be Free
- 1972: Open Up / Going Back Home / I Don’t Wanna Go Back to School / No Girl Reaction
- 1972: My Girl and Me / Summer’s Gone / 46 and On / It’s a Goodie Boogie Woogie
- 1977: Mungo Rox (mit Ray Dorset)
- 1980: Mungo’s Summer Fun Packag

## Auszeichnungen für Musikverkäufe
Anmerkung: Auszeichnungen in Ländern aus den Charttabellen bzw. Chartboxen sind in ebendiesen zu finden.
| Land/RegionAuszeichnungen für Musikverkäufe (Land/Region, Auszeichnungen, Verkäufe, Quellen) | Silber  | Gold     | Platin | Verkäufe  | Quellen   |
| -------------------------------------------------------------------------------------------- | ------- | -------- | ------ | --------- | --------- |
| Vereinigte Staaten (RIAA)                                                                    | —       | Gold1    | —      | 1.000.000 | riaa.com  |
| Vereinigtes Königreich (BPI)                                                                 | Silber1 | Gold1    | —      | 650.000   | bpi.co.uk |
| Insgesamt                                                                                    | Silber1 | 2× Gold2 | —      |           |           |